# ليفي إس. بيترسون
ليفي إس. بيترسون (بالإنجليزية: Levi S. Peterson)‏ (1933)؛ روائي أمريكي.